# Hapoel Tel Aviv (Basketball)
Hapoel Tel Aviv Basketball gründete sich 1935 als Basketballabteilung im Verein Hapoel Tel Aviv. Seit 1995 wird die Abteilung nicht mehr durch die Histadrut unterstützt, sondern stand im Besitz privater Mäzene. Nach einem sportlichen Absturz ab 2006 wurde der Name der Organisation schließlich 2010 von dem zuvor gegründeten Klub Hapoel Ussischkin übernommen, der vergleichbar mit dem FC United of Manchester aus einer Faninitiative heraus entstanden war. Seit 2012 spielt die Herrenmannschaft wieder in der höchsten israelischen Spielklasse Ligat ha’Al. Seine erfolgreichste Zeit hatte die Herrenmannschaft in den 1960er Jahren, als man fünf Meisterschaften gewann und dem sonst dominierenden Serienmeister und erbitterten Lokalrivalen Maccabi Tel Aviv erfolgreich Paroli bieten konnte. Bis 2006 gehörte die Mannschaft zunächst der höchsten Spielklasse an und gewann seinen vorerst letzten nationalen Titel mit dem vierten Pokalsieg in 1993. 2025 gelang dem Club der Gewinn des EuroCup.

## Geschichte
Hapoel war 1954 Gründungsmitglied der Ligat ha’Al und gewann von 1957 bis 1959 zunächst drei Vizemeisterschaften hinter dem Lokalrivalen Maccabi aus Tel Aviv. 1960 und 1961 konnte man als erste Mannschaft nach Maccabi den Ligawettbewerb gewinnen und gewann 1962 auch den Pokalwettbewerb, der zuvor ebenfalls nur Maccabi als Sieger kannte. Nach der fünften Meisterschaft und dem Double 1969 gelangen zunächst keine weiteren Titelgewinne, während Maccabi unter Trainer Ralph Klein mit Tal Brody und Miki Berkovich auch international Erfolge feierte und 1977 den FIBA Europapokal der Landesmeister gewann, was dem Lokalrivalen in Israel zu einem legendären Status verhalf. Hapoel gewann nach zwei Vizemeisterschaften 1970 und 1971 noch zwei Vizemeisterschaften 1979 und 1980 in den 1970er Jahren.
Ab den 1980er Jahren spielte Hapoel in Tel Aviv in einer Halle an der nach Menachem Ussishkin benannten Straße in Tel Aviv. Im Pokalwettbewerb hatte man in den 1970er Jahren nach der Finalniederlage 1970 zwischen 1976 und 1978 dreimal hintereinander das Pokalfinale verloren. Nach der Finalniederlage 1983 konnte man jedoch 1984 erstmals wieder im Pokalwettbewerb einen Titel gewinnen. In der folgenden Saison erreichte man schließlich auch das seit 1983 in einer Play-off-Serie entschiedene Meisterschaftsfinale gegen Maccabi, die seit Hapoels letzter Meisterschaft 1969 alle israelischen Meisterschaften gewonnen hatten. Nach dem Sieg im ersten Spiel wurde jedoch Hapoels US-amerikanischer Starspieler Mike Largey, der mit seinen Punkten das erste Spiel entschieden hatte, im zweiten Spiel nach einer tätlichen Auseinandersetzung zusammen mit Maccabis israelischem Nationalspieler Motti Aroesti hinausgestellt und für die weiteren Spiele der Serie gesperrt. Hapoel verlor die beiden weiteren Finalspiele, während die Fans von Hapoel die Hinausstellung von Largey als bewusste Provokation von Maccabi interpretierten, was die Rivalität zum Serienmeister noch weiter steigerte. Von Seiten der Fans von Hapoel gab es in der Folge immer wieder Unterstellungen, dass Maccabi als israelisches Aushängeschild auf internationaler Bühne von Verband und Schiedsrichtern bewusst bevorteilt werde, was in einzelnen Fällen zu gewalttätigen Auseinandersetzungen mit Maccabi-Fans führte.
Nach der Vizemeisterschaft 1985 folgten jeweils drei Vizemeisterschaften zwischen 1987 und 1989 sowie zwischen 1992 und 1994. 1993 verlor man als Pokalsieger die Finalserie der Meisterschaft gegen das von Pini Gershon, der Hapoel nach der Vizemeisterschaft 1985 selbst eine Saison trainiert hatte, trainierte Hapoel Galil Elyon, die damit Maccabis Titelserie seit 1969 durchbrechen konnten und als erste nicht aus Tel Aviv stammende Mannschaft die Meisterschaft gewinnen konnten. Nach der Vizemeisterschaft 1994, erneut hinter Maccabi, fiel Hapoel hinter Hapoel Jerusalem als größtem nationalen Herausforderer Maccabis zurück. Der Verein Hapoel befand sich ab 1995 im Besitz einer Investorengruppe um Shaul Eisenberg, der bis auf eine dreijährige Episode, in der Wladimir Gussinski in die Mannschaft investierte, bis 2009 eine Schlüsselfigur in den Geschicken von Hapoel blieb. Nachdem Hapoel die Meisterschafts-Finalserien 2004 und 2005 klar gegen Maccabi verloren hatte, wechselte Hapoel zur Saison 2005/06 weg aus der „Ussischkin-Halle“ in die größere Yad Eliyahu Arena, die seit ihrer Eröffnung 1963 die Heimspielstätte des Lokalrivalen Maccabi war. Dieser Schritt war unter den Anhängern Hapoels höchst umstritten und führte schließlich 2007 zur Gründung von Hapoel Ussischkin, der vergleichbar mit dem FC United of Manchester im britischen Fußball als fanbasierter Verein in zunächst der untersten Spielklasse an den Start ging. Die Spaltung der Anhängerschaft brachte schließlich auch die Profimannschaft von Hapoel in Bedrängnis, die wegen fehlender Sponsoren zur Saison 2006/07 eine Klasse tiefer in der Liga Leumit angemeldet wurde, dort aber mit Nachwuchsspielern nicht bestehen konnte und direkt in die dritthöchste Spielklasse abstieg. Die Stadt Tel Aviv betrieb ab 2006 den Abriss der Ussischkin-Halle und konnte diesen trotz Petitionen und Klagen der Fans von Hapoel schließlich 2007 vor dem Obersten Gerichtshof durchsetzen.
Unter Trainer und Sportdirektor Uri Shelef, Sohn von Nationalspieler Ami Shelef und Bruder von Europapokalsieger Gur Shelef, stieg Hapoel Ussischkin dreimal in Folge bis 2010 auf, während die eigentliche Herrenmannschaft von Hapoel Tel Aviv bis in die vierte Liga abrutschte und im Dezember 2009 aufgelöst wurde. Die Namensrechte Hapoels wurden von einem unbekannten Gönner erworben und dem fanbasierten Hapoel Ussischkin kostenlos übertragen. 2011 erreichte die nunmehr wieder als Hapoel Tel Aviv firmierende Mannschaft als Zweitligist das Halbfinale des nationalen Pokalwettbewerbs, verlor aber die entscheidende Play-off-Serie um den Aufstieg in die höchste Spielklasse, der erst ein Jahr später 2012 gelang. Als israelischer Zweitligist nahm man in jener Saison auch an der Balkan International Basketball League erstmals wieder an einem internationalen Vereinswettbewerb teil, in der man im Halbfinale beim Final Four dem nationalen Konkurrenten und späteren Titelgewinner Hapoel Gilboa Galil unterlag. Nach dem Wiederaufstieg lebte die alte Rivalität zwischen Hapoel und Maccabi wieder auf und übertrug sich auch auf die aktuellen Spieler, als Maccabis Kapitän und Nationalspieler Guy Pnini seinen aus Schweden stammenden Gegenspieler Jonathan Skjöldebrand im Lokalderby 2012 übel beleidigte und daraufhin suspendiert wurde sowie die Kapitänsbinde von Maccabi zunächst wieder abgeben musste. Hapoel erreichte nach seiner Rückkehr in die Ligat ha’Al 2013 den achten, 2014 den vierten und 2015 den siebten Platz nach der Hauptrunde und schied jeweils in der ersten Play-off-Runde um die Meisterschaft aus. Nach der Viertelfinalniederlage gegen Hapoel Eilat 2014 wurde deren Trainer Oded Kattash neuer Trainer von Hapoel Tel Aviv zur Saison 2014/15. Zum Ende der Saison 2014/15 verstarb Hapoels Sportdirektor Uri Shelef Ende März 2015, der zunächst als Trainer von Hapoel Ussischkin und schließlich als Sportdirektor maßgeblich die Rückkehr in die nationale Spitze organisiert hatte.
Als Gewinner des EuroCup 2024/25 nimmt Hapoel Tel Aviv an der EuroLeague 2025/26 teil.

## Aktueller Kader
| Nr. | Nat.               | Name             | Position | Geburt     | Größe  | Info |
| --- | ------------------ | ---------------- | -------- | ---------- | ------ | ---- |
| 0   | Vereinigte Staaten | Johnathan Motley | Center   | 04.05.1995 | 206 cm |      |
| 2   | Vereinigte Staaten | Antonio Blakeney | Guard    | 04.10.1996 | 193 cm |      |
| 9   | Israel             | Guy Palatin      | Guard    | 25.09.2000 | 195 cm |      |
| 10  | Israel             | Bar Timor        | Guard    | 02.03.1992 | 191 cm | C    |
| 14  | Israel             | Oz Blayzer       | Forward  | 29.12.1992 | 200 cm |      |
| 24  | Vereinigte Staaten | Ish Wainright    | Forward  | 12.09.1994 | 196 cm |      |
| 26  | Israel             | Yam Madar        | Guard    | 21.12.2000 | 190 cm |      |
| 41  | Israel             | Tomer Ginat      | Forward  | 07.11.1994 | 205 cm |      |
| 51  | Brasilien          | Bruno Caboclo    | Forward  | 21.09.1995 | 208 cm |      |
|     | Vereinigte Staaten | Elijah Bryant    | Guard    | 19.04.1995 | 196 cm |      |
|     | Kanada             | Tyler Ennis      | Guard    | 24.08.1994 | 188 cm |      |
|     | /                  | Chris Jones      | Guard    | 10.04.1993 | 188 cm |      |
|     | Serbien            | Vasilije Micić   | Guard    | 13.01.1994 | 196 cm |      |
|     | Israel             | Yiftach Ziv      | Guard    | 09.07.1995 | 191 cm |      |
|     | Vereinigte Staaten | Collin Malcolm   | Forward  | 02.07.1997 | 200 cm |      |
|     | Israel             | Itay Segev       | Forward  | 18.06.1995 | 204 cm |      |
|     | Vereinigte Staaten | Tai Odiase       | Center   | 21.09.1995 | 206 cm |      |
|     | Vereinigte Staaten | Daniel Oturu     | Center   | 20.09.1999 | 208 cm |      |

| Nat.         | Name              | Position   |
| ------------ | ----------------- | ---------- |
| Griechenland | Dimitrios Itoudis | Head Coach |

| Abk. | Bedeutung                       |
| ---- | ------------------------------- |
| Nr.  | Trikotnummer                    |
| Nat. | Nationalität                    |
| C    | Mannschaftskapitän              |
| S    | Suspension                      |
|      | Verletzungsbedingte Inaktivität |

## Bekannte Spieler
| - / Barry Leibowitz 1968–82 - / LaVon Mercer 1980–88 - Mike Largey 1983–87 - Derek Hamilton 1989 - Tomer Steinhauer 1991–94 - Uri Shelef 1992–97 - Nenad Marković 1993/94, 1995/96 - Miki Berkovich 1994/95 - Milt Wagner 1994/95 - Meir Tapiro 1994–96 - Roman Horvat 1998/99 - Uri Kokia 2000/01 | - Guy Goodes 2001/02 - / Alon Stein 2001/02 - Uri Cohen-Mintz 2001–03 - Dror Hagag 2001–04 - Cedric Ceballos 2002 (zwei Spiele) - Yaniv Green 2002–04 - Matan Naor 2002–04, seit 2009 - Lior Lubin 2003/04 - Jasmin Hukić 2003/04 - Michael Wright 2003/04 - Virginijus Praškevičius 2003/04 - William Avery 2004 | - Marcus Hatten 2005/06 - Adrian Uter 2010/11 - / Cory Carr 2011/12 - / Jonathan Skjöldebrand seit 2011 - Justin Harper 2013/14 - Carlon Brown 2013/14 - Brian Randle 2013 - Raviv Limonad seit 2013 - Nate Robinson 2016/17 - Yam Madar 2018–2021 |